# Ostsee-Zeitung
Die Ostsee-Zeitung (Eigenschreibweise OSTSEE-ZEITUNG) ist eine regionale Tageszeitung in Mecklenburg-Vorpommern. Sie wird überwiegend im Küstenbereich dieses Bundeslandes vertrieben. Sie gehört zur Madsack Mediengruppe im Redaktionsnetzwerk Deutschland.
Das traditionelle Verbreitungsgebiet der Ostsee-Zeitung ist nahezu identisch mit dem früheren Bezirk Rostock der DDR, der sich über die gesamte Ostseeküste Mecklenburg-Vorpommerns erstreckte. Sitz des Verlages ist die Hansestadt Rostock.
Im Jahr 2004 erwirtschaftete das Unternehmen mit rund 400 Mitarbeitern einen Umsatz von 58,2 Millionen Euro.  Die Zeitung erscheint im Rheinischen Format.

## Geschichte

Kopf des Titelblatts der Ostsee-Zeitung und Neuer Stettiner Zeitung vom 5. Juni 1908

Kopf des Titelblatts der Mecklenburgischen Ostsee-Zeitung, Neues Wismarsches Tageblatt vom 19. September 1893

Unter der Bezeichnung Ostseezeitung gab es bereits seit der Mitte des 19. Jahrhunderts mehrere aufeinander folgende Zeitungen in der pommerschen Provinzhauptstadt Stettin. Die erste war die von 1848 bis 1905 erschienene Ostsee-Zeitung und Börsen-Nachrichten der Ostsee, die wiederum aus den seit 1835 vom Verlag Hessenland Stettin herausgegebenen Börsen-Nachrichten der Ostsee hervorgegangen war. Der Nachfolger ab 1905 bis 1922 hieß dann Ostsee-Zeitung und Neue Stettiner Zeitung und wurde wieder in Stettin gedruckt, wohingegen der Vorgänger von 1848 bis 1905 in einem Berliner Druckhaus erschien. Von 1922 bis 1928 hieß die Zeitung Ostseezeitung und ging in den Jahren 1928/1929 mit der Stettiner Abendpost zusammen. Nachfolger dieser Zeitung wurde ab 1933 bis 1939 der Stettiner Generalanzeiger, aus dem ab 1939 bis zum Kriegsende 1945 die Ostseezeitung – Stettiner Generalanzeiger hervorging.
Am 19. September 1893 erschien in Wismar die erste Ausgabe der Mecklenburgischen Ostsee-Zeitung mit dem Untertitel „Neues Wismarsches Tageblatt“ und einer Auflage von 5000 Exemplaren. Als Redaktion und Verlag werden in dieser Erstausgabe „Willgeroth & Menzel“ genannt.
Soweit bekannt, wurde ein Teil der Stettiner Druckerei 1945 nach Greifswald verlagert. Bei der Bildung des Bezirkes Rostock, der auch den Beinamen „Ostseebezirk“ trug, erhielt das neugeschaffene Publikationsorgan („Zentralorgan“) der SED-Bezirksleitung Rostock den Namen Ostsee-Zeitung. Sie erschien zum ersten Mal am 15. August 1952. Die Ostsee-Zeitung war mit einer Auflage von 260.400 Exemplaren die auflagenstärkste Tageszeitung im Norden der DDR.

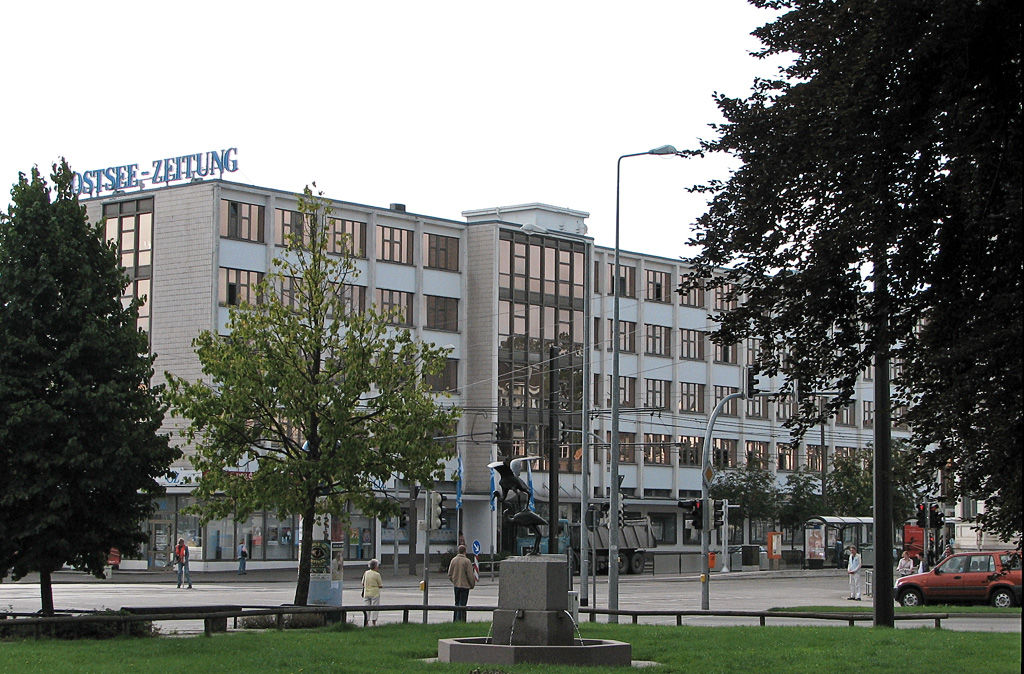
Verlagsgebäude der Ostsee-Zeitung in Rostock

Nach dem Mauerfall 1989 sagte sich die Belegschaft der Ostsee-Zeitung in einem basisdemokratischen Prozess von ihrem Herausgeber, der SED-Bezirksleitung Rostock, los. Die Belegschaft wählte außerdem aus ihren Reihen eine Verlagsleitung mit Walter Block, später Geschäftsführer, an der Spitze sowie einen Redaktionsrat mit Gerhard Spilker als Chefredakteur. Die Belegschaft beauftragte im Januar 1990 die neue Führungsebene, Gespräche mit den Lübecker Nachrichten über einen etwaigen Kauf der Ostsee-Zeitung aufzunehmen. 1991 kaufte die Lübecker Nachrichten GmbH die Ostsee-Zeitung. Fünfzig Prozent der Anteile gaben die Lübecker Nachrichten zeitnah an die Axel Springer AG ab.
Auch nachdem sich die Zeitung von ihrem Herausgeber losgesagt hatte und nach dem Verkauf der Tageszeitung durch die Treuhandanstalt als unabhängige Tageszeitung agierte, behielt sie ihren regionalbezogenen Titel. Seit 1990 führt sie im Untertitel die Bezeichnung „Die Unabhängige für Mecklenburg-Vorpommern“.
Seit Dezember 2006 ist Thomas Ehlers gleichzeitig Geschäftsführer des Verlages der Ostsee-Zeitung sowie der Lübecker Nachrichten. Ehlers leitete durch Personalentscheidungen und Harmonisierung beider technischer Produktionssysteme die Annäherung beider Verlage ein.
Bis Februar 2009 war die Ostsee-Zeitung je zur Hälfte im Besitz der Axel Springer AG und der Lübecker Nachrichten, an denen die Axel Springer AG mit 49 Prozent ebenfalls beteiligt war. Die Axel Springer AG übereignete ihren Anteil an der Ostsee-Zeitung, den sie bis dahin direkt hielt, im Februar 2009 der Lübecker Nachrichten GmbH und verkaufte ihre Beteiligung an beiden Zeitungen zeitnah an die Verlagsgesellschaft Madsack mit Hauptsitz in Hannover. Seitdem hält Madsack an beiden Tageszeitungen Mehrheitsanteile in Höhe von jeweils 68,74 Prozent.
Wie im November 2022 angekündigt, wurde zum 29. März 2023 der Druck der Zeitung vom eigenen Druckhaus in Rostock nach Neubrandenburg verlagert. Dies geschah wegen sinkender Auflage und der Einstellung des Anzeigenblattes Ostseeanzeiger zum Jahresende 2022. Die Zeitung soll dadurch auch in einem kleineren Format erscheinen. 45 Beschäftigte sollen von der Standort-Schließung betroffen gewesen sein.

## Auflage
Die Zeitung hat in den vergangenen Jahren erheblich an Auflage eingebüßt.  Sie beträgt gegenwärtig Fehler in Vorlage:IVW-Text: Ungültige Rückgabe der Metadatenvorlage. Das entspricht einem Rückgang von Fehler im Ausdruck: Fehlender Operand für - Stück. Der Anteil der Abonnements an der verkauften Auflage liegt bei Fehler im Ausdruck: Unerwarteter Operator / Prozent.
| 1998   | 1999   | 2000   | 2001   | 2002   | 2003   | 2004   | 2005   | 2006   | 2007   | 2008   | 2009   | 2010   | 2011   | 2012   | 2013   | 2014   | 2015   | 2016   | 2017   | 2018   | 2019   | 2020   | 2021   | 2022  | 2023  | 2024  |
| ------ | ------ | ------ | ------ | ------ | ------ | ------ | ------ | ------ | ------ | ------ | ------ | ------ | ------ | ------ | ------ | ------ | ------ | ------ | ------ | ------ | ------ | ------ | ------ | ----- | ----- | ----- |
| 199130 | 196767 | 191194 | 184878 | 178985 | 173787 | 168221 | 162664 | 157426 | 155034 | 152978 | 150199 | 148192 | 145610 | 144300 | 142081 | 139577 | 136178 | 131483 | 125163 | 117793 | 112802 | 108658 | 105776 | 96069 | 85429 | 76784 |

## Verbreitung und Wettbewerb
Die Zeitung erscheint im Küstenbereich Mecklenburg-Vorpommerns. Zusammen mit der Schweriner Volkszeitung und dem Nordkurier aus Neubrandenburg ist das gesamte Land lokal nach den alten drei DDR-Bezirken der Zeit der Privatisierung durch die Treuhandanstalt aufgeteilt und abgedeckt. Im Hause der Ostsee-Zeitung erscheinen folgende Lokalausgaben:
| Ausgabe           | Aktuelle Auflage | Auflage 2007 |
| ----------------- | ---------------- | ------------ |
| Rostock           |                  | 50.924       |
| Wismar            |                  | 17.820       |
| Stralsund         |                  | 17.675       |
| Rügen             |                  | 17.028       |
| Greifswald        |                  | 16.267       |
| Ribnitz-Damgarten |                  | 14.527       |
| Usedom-Peene      |                  | 12.688       |
| Bad Doberan       |                  | 10.838       |
| Grevesmühlen      |                  | 9.305        |
| Grimmen           |                  | 5.609        |

Im Landkreis Nordwestmecklenburg stand die Ostsee-Zeitung bis Ende 2008 in direktem Wettbewerb zum früheren Haupttitel der eigenen Gesellschafterin Lübecker Nachrichten. Beide Zeitungen hatten in Grevesmühlen eine Lokalredaktion. Diese wurden am 1. Januar 2009 durch eine gemeinsame Redaktion, die die Lokalseiten für beide Titel produziert, abgelöst.

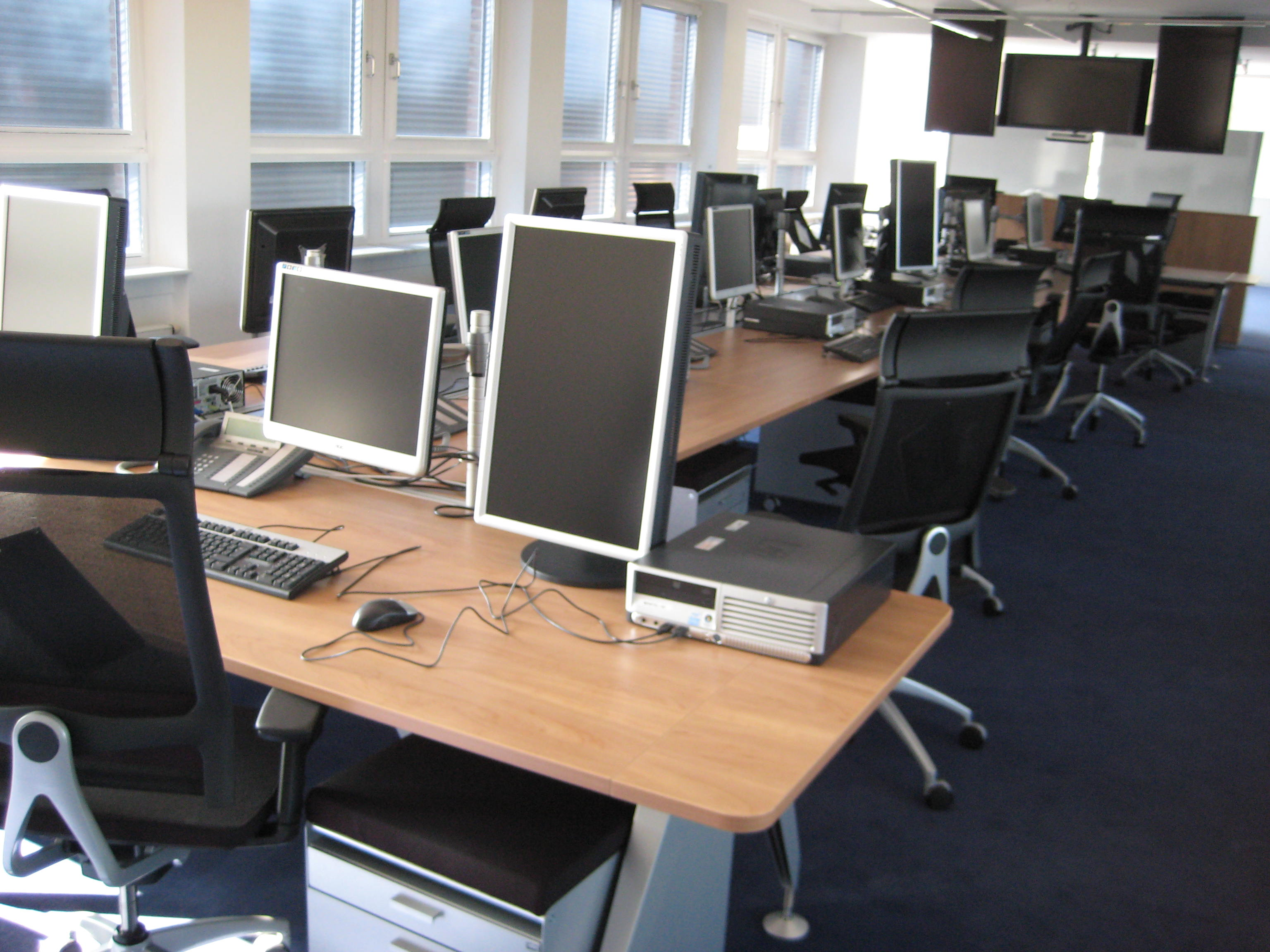
Newsdesk für die Produktion der Mantelseiten von Lübecker Nachrichten und Ostsee-Zeitung in Lübeck (2008)

Im November 2007 kündigte das Unternehmen an, die Redaktion sowie weitere Unternehmensbereiche ausgliedern und in gemeinsamen Tochterunternehmen mit den Lübecker Nachrichten ansiedeln zu wollen, um über eine gemeinsame Mantelredaktion den Unternehmen Rationalisierungseffekte zu verschaffen. Entsprechende Befürchtungen hatte der Betriebsrat bereits zuvor geäußert und die weitere Eigenständigkeit der Zeitung gefordert. Die Vereinte Dienstleistungsgewerkschaft und der DGB unterstützten dieses Anliegen ebenso wie die Teilnehmer des Journalistentages der Deutschen Journalisten-Union 2007 in Berlin.
Zum 30. April 2008 verließ Manfred von Thien die Ostsee-Zeitung als Chefredakteur. Er hatte diese Funktion seit 2006 innegehabt. Die Nachfolge von Thiens trat 2008 Jan Emendörfer an, der bis dahin stellvertretender Chefredakteur gewesen war.
Manfred von Thien leitete die Redaktions-Service-Gesellschaft GmbH & Co. KG (RSG), ein Tochterunternehmen der Ostsee-Zeitung GmbH & Co. KG und der Lübecker Nachrichten, das seinen Sitz in Lübeck hat. In die RSG wechselten zum 1. Juli 2008 sowohl Redakteure der Lübecker-Nachrichten-Redaktion als auch der Ostsee-Zeitung. Die Redaktions-Service-Gesellschaft produziert Mantel- und Service-Seiten für die Lübecker Nachrichten und die Ostsee-Zeitung. Von Thiens Nachfolge als kommissarischer Leiter der RSG übernahm im März 2011 Gerald Goetsch, Chefredakteur der Lübecker Nachrichten, nach von Thiens Wechsel als Beauftragter des Verlegers der Mediengruppe Madsack.
Jan Emendörfer wechselte zum 1. April 2012 als Chefredakteur zur Leipziger Volkszeitung, Chefredakteur wurde Andreas Ebel, der seit 1993 bei der Zeitung arbeitet und seit 2002 die Lokalredaktion Rostock leitete.

## Zeitung in der Schule
Zusammen mit dem IZOP-Institut bietet die Zeitung regelmäßig das pädagogische Projekt Zeitung in der Schule (ZiSch) zur Leseförderung von Schülern an. Ein Leitmotto hierbei lautet „Wer lesen kann, lernt leichter“. Die Schüler sollen über einen Zeitraum von vier bis sechs Wochen die gesamte Arbeit des Pressehauses – von der Redaktion bis hin zum Vertrieb – kennenlernen.

## Kritik
Der Deutsche Presserat vergab 2006 eine Rüge an die Ostsee-Zeitung, weil die Trennung zwischen Werbung und Redaktion nicht eingehalten wurde.
Das Medienmagazin Übermedien kritisierte 2021, dass die Ostsee-Zeitung Coronahilfen von der Landesregierung MV in Höhe von zwei Millionen Euro bekommen habe (für Schweriner Volkszeitung, Nordkurier und Ostsee-Zeitung), aber nicht nachweisen konnte, wofür das Geld genau ausgegeben wurde.
Die Gewerkschaft ver.di kritisierte, dass die OZ-Geschäftsführung eine „Überrumpelungstaktik“ gegenüber seinen 2023 gekündigten Angestellten genutzt habe. Ver.di vermutet eine Taktik, mit der Tariflöhne umgangen werden sollten.
Das Katapult kritisierte die Ostsee-Zeitung, Schleichwerbung für AIDA Cruises zu betreiben, Zitate von politischen Akteuren zu verfälschen und Falschmeldungen nicht zu berichtigen.